# 니와 우지오토
니와 우지오토(丹羽氏音)는 미노 이와무라 번 제5대 번주, 에치고 다카야나기번 초대 번주이다. 우지쓰구 계 니와 가(氏次系丹羽家) 제6대 당주.
| 전임 니와 우지아키 | 제5대 이와무라 번 번주 (후다이 니와 가문) 1686년 ~ 1702년 | 후임 마쓰다이라 노리타다 |

|  | 제1대 다카야나기번 번주 (후다이 니와 가문) 1702년 ~ 1705년 | 후임 니와 시게우지 |